# Kopsia lapidilecta
Kopsia lapidilecta är en oleanderväxtart som beskrevs av Van der Sleesen. Kopsia lapidilecta ingår i släktet Kopsia och familjen oleanderväxter. Inga underarter finns listade i Catalogue of Life.